# 地道棧 (加利福尼亞州)
地道棧（英語：Tunnel Inn）是位於美國加利福尼亞州沙斯塔縣的一個非建制地區。該地的面積和人口皆未知。

## 地理
地道棧的座標為40°43′35″N 122°19′29″W / 40.72639°N 122.32472°W，而該地的平均海拔高度為282米（即925英尺）。